# Bataille de Chizé
Guerre de Cent Ans
Batailles
La bataille de Chizé (anciennement orthographié Chizay) est une bataille de la guerre de Cent Ans qui se déroule à Chizé en mars 1373. Elle voit la victoire des Français menés par Bertrand du Guesclin sur les Anglais et scelle la fin de la domination anglaise dans le Poitou.

## Contexte
De retour à Poitiers à la mi-février 1373, Bertrand du Guesclin rassemble ses compagnons d'armes et part en direction de Niort. Il envoie Olivier de Clisson et Jean de Rohan faire le siège de La Roche-sur-Yon, Alkain de Beaumont faire celui de Lusignan et décide de mettre le siège devant l'importante forteresse de Chizé.

## Le siège et la bataille
La bataille se déroule autour du château médiéval de Chizé dont il ne subsiste que la butte ; ce dernier est tenu par les Anglais. 
Au printemps 1373, Bertrand du Guesclin commence le siège du château. Selon les récits de Froissart et de Cuvelier, du Guesclin est à la tête de 600 hommes et d'une vingtaine de chevaliers, dont Jean de Kerlouët.
Le connétable établit son camp devant le châtel et l'entoure d'une palissade et d'une tranchée.
Jean d'Evreux, le gouverneur anglais de Niort, envoie, contre du Guesclin, une troupe de 800 hommes, qui arrivés à un bois situé non loin de Chizé, trouvent deux charrettes chargées de bon vin   qu'ils confisquent à leur profit. 
La bataille elle-même se déroule le 21 mars 1373 et voit la victoire des Français et des Bretons sur les Anglais,.

## Conséquences
La victoire française met fin à la domination anglaise dans le Poitou.